# Jonsbolssjön
Jonsbolssjön är en sjö i Munkfors kommun i Värmland och ingår i Göta älvs huvudavrinningsområde. Sjöns area är 0,007 kvadratkilometer och den är belägen 75 meter över havet.